# Емирейтс Стейдиъм
Емирейтс Стейдиъм (на английски: Emirates Stadium) е футболен стадион в Лондон, Англия, използван от футболния клуб Арсенал. Стадионът е открит на 22 юли 2006 и има капацитет от 60 432 места, което го прави петия най-голям стадион във Великобритания, и четвърти по големина в Англия след Уембли и Туикенхъм и Олд трафорт. По време на изграждането му е известен като Ашбъртън Гроув на името на района на който е разположен, но по-късно е сключен договор за сътрудничество с авиокомпанията Емирейтс през октомври 2004, когато приема и новото си име. Проекта струва £430 милиона включващи и изграждането на инфраструктурата в близост до стадиона.

## Името
На 5 октомври 2004 е обявено, че Емирейтс Стейдиъм ще е името на стадиона през първите 15 години, след като е постигната споразумение с авиокомпанията Емирейтс и клуба на стойност £100 милиона. Тази сума включва и договор за спонсорство на екипите на отбора за следващите осем години считано от сезон 2006-07.
Името на стадиона често е съкращавано само на Емирейтс, макар че някой от привържениците на отбора продължават да го наричат Ашбъртън Гроув или дори само Гроув особено тези, които не приемат сключения договор с авиокомпанията. Това несъответствие между официалното и неофициалното име на стадиона е подобно на понятието „Арсенал Стейдиъм“ използвано като универсално за стария стадион Хайбъри, както от фенове и медии, така и от самия клуб и ръководството му.
Съгласно правилата на УЕФА относно спонсорството на стадионите, по време на мачовете на отбора от Шампионската лига стадиона не е записван официално като Емирейтс Стейдиъм, понеже Емирейтс не е сред официалните спонсори на състезанието. Тази ситуация е аналогична с тази на „Алианц Арена“ в Мюнхен, който попада под ударите на същото правило. УЕФА води официално стадиона като „Арсенал Стейдиъм“.